# 4354 Euclides
Euclides (asteroide 4354) é um asteroide da cintura principal, a 2,2113233 UA. Possui uma excentricidade de 0,2088908 e um período orbital de 1 706,92 dias (4,67 anos).
Euclides tem uma velocidade orbital média de 17,81495903 km/s e uma inclinação de 7,4275º.
Este asteroide foi descoberto em 24 de Setembro de 1960 por Cornelis van Houten, Tom Gehrels.